# گنجشک سقطرا
گنجشک سقطرا (نام علمی: Passer insularis) نام یک گونه از سرده گنجشک‌های راستین است.